# Ary Belinfante
Aron (Ary) Belinfante (Amsterdam, 28 mei 1870 – aldaar, 2 februari 1924) was een Nederlands musicus. Hij was pianist en muziekpedagoog.

## Familie
Hij was zoon van musicus Abraham Cohen Belinfante en Rebecca Sequeira, wonende in de Utrechtsestraat. Hijzelf had een relatie met Catharina Albertina Deidelhoff en later Georgine Antoinette Hesse (1900). Uit die tweede relatie, die uit liep op een huwelijk en een echtscheiding, kwam dochter Frieda Belinfante voort, eveneens musicus. Zijn laatste liefde was Hedy Lanz, zijn leerlinge en dochter van chirurg Otto Lanz. Hij kreeg een lang ziektebed als gevolg van kanker, ondanks dat Otto Lanz hem geopereerd had. Toen hij stierf doodde Hedy zichzelf. Hij werd begraven op Zorgvlied. Een jaar later volgde een monument ter nagedachtenis.

## Muziek
Het zag er niet naar uit dat hij in de muziek zijn brood ging verdienen. In eerste instantie studeerde hij medicijnen. Echter op 21-jarige leeftijd begon hij te studeren aan het Conservatorium van Amsterdam. Julius Röntgen (piano), Daniël de Lange (contrapunt en compositieleer) en Henri Tibbe (piano) gaven hem les, ook Bernard Zweers gaf hem les in compositieleer. Na die opleiding werd hij zelf muziekdocent bij de orkestschool en later docent muziekgeschiedenis. Hij was betrokken bij de samensmelting van de muziekschool en de orkestschool. In 1898 richtte hij samen met Simon van Adelberg de "Eerste Particuliere Muziekschool" op. De school kreeg twaalf leerkrachten. Rond die tijd kwam ook de "Vereeniging van muziekonderwijzers en onderwijzeressen" met Johan Hendrik Garms van de grond, dat in 1902 overging in de "Algemeen Nederlandsche Vereeniging". Hij bekleedde in beide verenigingen een bestuursfunctie. Aansluitend werd hij redacteur bij het "Orgaan der Nederlandsche vereenigingen van muziekonderwijzers". 
Als uitvoerend musicus haalde hij de kranten door alle pianosonates van Ludwig van Beethoven te spelen verspreid over een aantal avonden. Hij trad voor zover bekend twee maal op in het Amsterdamse Concertgebouw. In 1913 voerde hij het eerste pianoconcert van Johannes Brahms uit; in 1919 het Pianoconcert van Robert Schumann. Beide uitvoeringen werden geleid door Cornelis Dopper.
Leerlingen van hem zijn onder meer de deels blinde Everhard Beverwijk en Leo Pappenheim.
Van zijn hand verschenen diverse delen Leidraad bij het onderwijs in de muziekgeschiedenis.
- Nederlandse Thesaurus van Auteursnamen: 072462477
- Virtual International Authority File: 282284546
- WorldCat: E39PBJtmwhV9xDPxHwmbcd3JDq